# Ludorf
Ludorf era un municipio del Distrito de los Lagos de Mecklemburgo, situado en el estado federado de Mecklemburgo-Pomerania Occidental (Alemania). 
El 26 de mayo de 2019 se fusionó con el municipio de Vipperow para formar el nuevo municipio de Südmüritz.